# Краснохвостые попугаи
Краснохвостые попугаи (лат. Pyrrhura) — род птиц семейства попугаевых.

## Внешний вид
Мелкие или средние птицы, длина тела 22-29 см. Тело стройное, слегка вытянутое, на горле или груди у ряда видов чешуйчатый или полосатый рисунок. Хвост длинный ступенчатый, окрашен у некоторых видов с внутренней стороны в красные или коричневые тона. Клюв довольно широкий, с характерным выступом на надклювье. Половой диморфизм у попугаев не выражен, самец и самка окрашены одинаково и имеют равные размеры тела.

## Распространение
Обитают в Южной Америке.

## Образ жизни
Населяют тропические леса, встречаются в субтропической зоне горных лесов на высоте до 3000 м над уровнем моря.

## Размножение
В кладке 4-9 яиц. Птенцы вылупляются через 22-28 дней, а покидают гнездо в возрасте 45-60 дней. За период размножения некоторые виды этих попугаев могут сделать два выводка.

## Содержание
Импортируют этих птиц в Европу довольно редко, а отдельные виды — не завозили совсем.

## Классификация
В состав рода включают 24 вида:
- Pyrrhura cruentata (Wied-Neuwied, 1820) — Синезобый краснохвостый попугай
- Pyrrhura devillei (Massena & Souance, 1854) — Боливийский краснохвостый попугай
- Pyrrhura frontalis (Vieillot, 1818) — Буроухий краснохвостый попугай
- Pyrrhura lepida  (Wagler, 1832)
- Pyrrhura perlata (Spix, 1824) — Жемчужный краснохвостый попугай
- Pyrrhura molinae (Massena & Souance, 1854) — Зеленощёкий краснохвостый попугай
- Pyrrhura pfrimeri Ribeiro, 1920
- Pyrrhura griseipectus Salvadori, 1900
- Pyrrhura leucotis (Kuhl, 1820) — Белоухий краснохвостый попугай
- Pyrrhura picta (Statius Muller, 1776) — Синелобый краснохвостый попугай
- Pyrrhura emma Salvadori, 1891
- Pyrrhura amazonum Hellmayr, 1906
- Pyrrhura lucianii (Deville, 1851)
- Pyrrhura roseifrons (Gray, GR, 1859)
- Pyrrhura viridicata Todd, 1913 — Колумбийский краснохвостый попугай
- Pyrrhura egregia (P. L. Sclater, 1881) — Красноплечий краснохвостый попугай
- Pyrrhura melanura (Spix, 1824) — Чернохвостый попугай
- Pyrrhura orcesi Ridgely & Robbins, 1988
- Pyrrhura albipectus Chapman, 1914 — Белогрудый краснохвостый попугай
- Pyrrhura rupicola (Tschudi, 1844) — Скалистый краснохвостый попугай
- Pyrrhura calliptera (Massena & Souance, 1854) — Роскошный краснохвостый попугай
- Pyrrhura hoematotis Souance, 1857 — Красноухий краснохвостый попугай
- Pyrrhura rhodocephala (Sclater & Salvin, 1871) — Красноголовый краснохвостый попугай
- Pyrrhura hoffmanni (Cabanis, 1861) — Желтокрылый краснохвостый попугай